# AirBaltic
airBaltic е флагманският превозвач на Латвия, с централен офис на територията на международното летище Рига в община Марупе близо до Рига. Неговият основен център е Рига и управлява бази в Талин, Вилнюс и Тампере.

## История
Авиокомпанията е създадена като Air Baltic на 28 август 1995 г. с подписването на съвместно предприятие между Scandinavian Airlines (SAS) и правителството на Латвия. Операциите започват на 1 октомври 1995 г. с първия самолет на AirBaltic, самолет Saab 340, в Рига.
През 1996 г. е доставен първият Avro RJ70 на авиокомпанията; и Air Baltic се присъединява към клуба на редовните летци на SAS като партньор. През 1998 г. е доставен първият самолет Fokker 50 на авиокомпанията.
Първият Boeing 737-500 се присъединява към флота през 2003 г. През октомври 2004 г. Air Baltic е ребрандирана на airBaltic.
airBaltic временно спира операциите си на 17 март 2020 г. поради пандемията от коронавирус и полетите са възобновени само ограничено от 18 май 2020 г.
През 2023 г. airBaltic обявява, че ще си партнира със Starlink, за да осигури безплатен Wi-Fi по време на полет по техните маршрути, което го прави първият в Европа, който предоставя безплатен Wi-Fi по време на полет. Очаква се услугата да започне да се инсталира в някакъв момент през 2023 г.

## Дестинации
airBaltic извършва директни целогодишни и сезонни полети на къси разстояния от Рига, Талин и Вилнюс, най-вече до дестинации в Европа. airBaltic не извършва полети на дълги разстояния, но има споделяне на кодове с партньори и в трите авиокомпании, за да позволи полети на дълги разстояния с билети.

## Флот
Към септември 2023 г. флотът на airBaltic се състои изцяло от флот от Airbus A220:
| Самолет         | В сервиз | Поръчки | Пътници |
| --------------- | -------- | ------- | ------- |
| Airbus A220-300 | 44       | 6       | 145     |
| Airbus A220-300 | 44       | 6       | 148     |
| Обща сума       | 44       | 6       |         |

### Ливрея
До декември 2019 г. ливреята се състои от бял фюзелаж и лайм зелен вертикален стабилизатор, краища на крилата и двигатели. Логото, стилизирано като airBaltic, е боядисано в тъмносиньо върху фюзелажа през прозорците и от долната страна на самолета. Тази ливрея се използва главно на A220.
За да представят трите балтийски държави, четири от A220 самолети са боядисани в серия от ливреи с национален флаг – по една за Естония и Литва, две за Латвия.

## Препратки
1. ↑  info.ur.gov.lv
2. ↑  New Headquarters and Crew Centre for airBaltic //   airBaltic, 6 April 2016.  Архивиран от оригинала на 2023-03-09. Посетен на 2023-09-11.